# Ibrahim Saounera
Ibrahim Saounera (Versailles, 3 aprile 1987) è un cestista francese con cittadinanza maliana.

## Carriera
Con il Mali ha disputato due edizioni dei Campionati africani (2013, 2015).